# Berättelser från Engelsfors

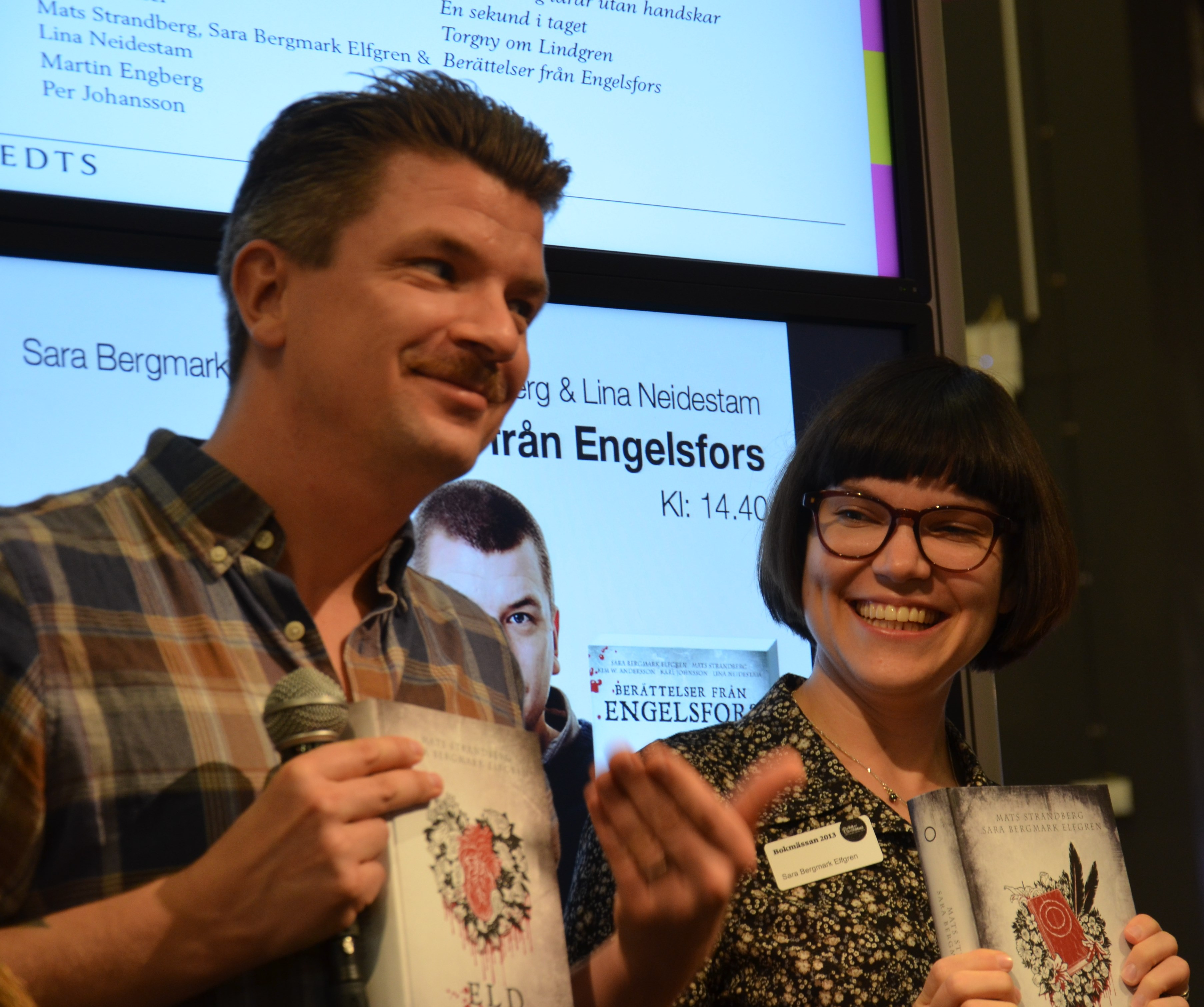
Mats Strandberg och Sara Bergmark Elfgren presenterar Engelsforsböckerna på Bokmässan i Göteborg 2013

Berättelser från Engelsfors är ett svenskt seriealbum från 2013. Albumet är ett samarbete mellan författarna Mats Strandberg och Sara Bergmark Elfgren och serietecknarna Kim W Andersson, Karl Johnsson och Lina Neidestam. 

## Handling
Hemligheter från det förflutna avslöjas, och även ledtrådar om vad som komma skall. Vi får se gamla berättelser ur nya perspektiv, och får ta del av hittills okända historier. Vi får träffa De utvalda innan händelserna i Cirkeln, och efter händelserna i Eld. Och vi får möta den gäckande Mona Månstråle i egen hög person. 